# Гарцау-Гарцин
Гарцау-Гарцин (нем. Garzau-Garzin) — община в Германии, в земле Бранденбург.
Входит в состав района Меркиш-Одерланд. Подчиняется управлению Меркише Швайц.  Население составляет 687 человек (на 31 декабря 2010 года). Занимает площадь 26,08 км².
Коммуна подразделяется на 2 сельских округа.
| Год  | Население |
| ---- | --------- |
| 2005 | 504       |
| 2010 | 662       |